# Tug of War (폴 매카트니의 음반)
《Tug of War》(터그 오브 워, 한국어: 줄다리기)은 1982년 4월에 출시된 폴 매카트니의 세번째 솔로 정규 음반이다(윙스와 함께한 일곱 솔로 정규 음반은 제외). 《Tug of War》은 1981년 4월 윙스 해체 이후 매카트니가 처음으로 출시한 음반이며, 존 레논 피살 사건 이후 처음으로 출시한 음반이기도 하다. 이 음반은 전 비틀즈 프로듀서 조지 마틴이 프로듀싱했고, 다수의 국가에서 차트 1위를 차지했다. 이는 매카트니가 음반 제작을 위한 기량을 되찾고 있는 것으로 여겨졌다.

## 녹음
솔로 음반 《McCartney II》 출시 이후, 윙스는 (나중에 《Tug of War》과 《Pipes of Peace》에 수록될) 몇몇 곡의 리허설을 1980년 10월에 재편성되었다. 매카트니는 지휘의 필요성을 느꼈고, 옛 프로듀서 조지 마틴을 불러 애니메이션 캐릭터 루퍼트 베어를 위해 쓰인 〈We All Stand Together〉과 음반의 수록곡을 녹음하기 시작했다. 녹음은 12월 9일까지 계속되었으나, 그날 아침 옛 작곡 파트너이자 전 비틀즈 멤버였던 존 레논이 뉴욕에서 총에 맞아 사망했다는 소식을 듣는다. 녹음을 취소한 매카트니는 마틴과 상의하여 당분간 프로젝트를 떠나, 준비가 되었을 때 다시 시작하자고 결정했다.
1981년 2월, 레논의 사망 후 두 달이 지났을 때, 매카트니는 스티비 원더, 스탠리 클락, 칼 퍼킨스 그리고 링고 스타와 함께 녹음을 재개했다. 그 과정에서 몇몇 곡은 버려졌다. 세션은 몬트세랫의 에어 스튜디오(AIR Studios)에서 열렸으며, 2월 3일부터 3월 2일까지 진행되었다. 〈Ebony and Ivory〉와 〈What's That You're Doing〉 두 곡은 스티비 원더가 피쳐링했다. 10cc의 기타 연주자 에릭 스튜어트는 이 시기 매카트니의 주요 협력자가 되었다. 추가 세션은 그해 여름 옥스퍼드 스트리트에 있는 조지 마틴의 에어 스튜디오에서 진행되었다. 프로듀서 매닝은 매카트니에게 1980년대 기술의 혜택을 제공한다. 이들은 너무 생산적이여서, 몇몇 곡은 다음 앨범인 《Pipes of Peace》로 넘어가야 했다. 남은 1981년에 매카트니와 마틴은 음반을 완벽하게 손보는 일에 전념했다.

## 발매
1982년 3월, 매카트니는 스티비 원더와 함께한 〈Ebony and Ivory〉라는 듀엣곡을 발표했으며, 그와 동시에 여러 나라에서 차트 1위를 차지하여 상업적인 성공을 거둔다. 《Tug of War》는 다음달 4월에 발매되었고, 〈Ebony and Ivory〉와 비슷하게, 전세계에서 차트 1위를 차지한다. 후속 싱글, 〈Take It Away〉는 미국 차트에서 10위 안에 오른다. 음반은 수백만장을 팔아치웠고 매카트니의 명성을 회복시키는데 크게 일조했다. 《Tug of War》는 1983년 그래미 "올해의 음반"에 노미네이트되었다.
음반은 1984년 2월 29일 미국에서 콤팩트 디스크로 발매되었다. 1993년, 《The Paul McCartney Collection》로 리마스터되어 재발매되었다. 여기에 추가 곡은 수록되지 않았다. 2007년, 리마스터 버전으로 아이튠스 스토어에서 재발매되었다. 여기에는 솔로 버전의 〈Ebony and Ivory〉가 수록되어 있다.
2015년 10월 2일에 《Paul McCartney Archive Collection》의 일부로서 재발매되었다. 여기에는 음반의 원 버전과 리믹스 버전, 그리고 영상 자료가 수록되어 있다.

## 비평
| 전문가 평가            | 전문가 평가 |
| 평가 점수              | 평가 점수   |
| 출처                   | 점수        |
| ---------------------- | ----------- |
| 올뮤직                 | [ 3 ]       |
| 로버트 크리스트가우    | B+          |
| 대중음악의 백과사전    | [ 5 ]       |
| 훌륭한 록 디스코그래피 | 5/10        |
| 피치포크 미디어        | 6.7/10      |
| 팝매터스               | [ 8 ]       |
| Q                      | [ 9 ]       |
| 롤링 스톤              | [ 10 ]      |
| 롤링 스톤 앨범 가이드  | [ 11 ]      |
| 언컷                   | 9/10        |

당시 《롤링 스톤》의 음악 비평가 스티븐 홀든은 리뷰에서 《Tug of War》를 "모두가 늘 만들 것이라 의심치 않았던 폴 매카트니의 걸작"이라고 묘사했으며, 특히 강렬한 음악과 일관성 있는 작곡을 칭찬했다. 로버트 파머는 《뉴욕 타임스》의 리뷰에서 음반을 "가사에 결함이 있지만 정교하게 만들어진 공예품"이라며 그보다는 덜 열광적으로 평했다. 그는 매카트니의 가사가 종종 "상투적이고 감상적"이지만 "그가 비틀즈와 함께 일했을 때와 같은 최상의 제작품"이라고 평했다.

## 곡 목록
| #  | 제목                          | 작사                      | 재생 시간 |
| -- | ----------------------------- | ------------------------- | --------- |
| 1. | 〈Tug of War〉                | 폴 매카트니               | 4:22      |
| 2. | 〈Take It Away〉              | 폴 매카트니               | 4:14      |
| 3. | 〈Somebody Who Cares〉        | 폴 매카트니               | 3:19      |
| 4. | 〈What's That You're Doing?〉 | 폴 매카트니 & 스티브 원더 | 6:19      |
| 5. | 〈Here Today〉                | 폴 매카트니               | 2:27      |

| #  | 제목                        | 작사        | 재생 시간 |
| -- | --------------------------- | ----------- | --------- |
| 1. | 〈Ballroom Dancing〉        | 폴 매카트니 | 4:07      |
| 2. | 〈The Pound Is Sinking〉    | 폴 매카트니 | 2:54      |
| 3. | 〈Wanderlust〉              | 폴 매카트니 | 3:49      |
| 4. | 〈Get It〉                  | 폴 매카트니 | 2:29      |
| 5. | 〈Be What You See〉         | 폴 매카트니 | 0:34      |
| 6. | 〈Dress Me Up as a Robber〉 | 폴 매카트니 | 2:41      |
| 7. | 〈Ebony and Ivory〉         | 폴 매카트니 | 3:46      |

| #  | 제목                            | 재생 시간 |
| -- | ------------------------------- | --------- |
| 1. | 〈Ebony and Ivory (솔로 버전)〉 | 3:46      |

## 참여 인원
- 폴 매카트니 - 보컬, 기타, 피아노, 신시사이저, 드럼, 베이스, 보코더, 타악기
- 데니 레인 - 기타, 기타 신시사이저, 〈Wanderlust〉의 베이스
- 에릭 스튜어트 - 기타, 배경 보컬
- 캠벨 말로니 - 〈Tug of War〉의 군인
- 링고 스타 - 〈Take It Away〉, 〈Ballroom Dancing〉, 그리고 〈Wanderlust〉의 드럼
- 스티브 갯 - 드럼, 타악기
- 조지 마틴 - 전자 피아노
- 아드리안 브렛 - 팬파이프
- 앤디 맥케이 - 리리콘
- 아드리안 셰퍼드 - 드럼
- 데이브 맷택스 - 드럼
- 칼 퍼킨스 - 보컬, 〈Get It〉의 기타
- 스티비 원더 - 신시사이저, 전자 피아노, 드럼, 보컬
- 잭 브라이머 - 클라리넷
- 키스 하비 - 첼로
- 이안 주얼 - 비올라
- 버나드 파트리지 - 바이올린
- 잭 로드스타인 - 바이올린
- 린다 매카트니 - 배경 보컬
- 스탠리 클라크 - 베이스

## 수상

### 그래미 어워드
| 연도 | 후보                                               | 수상 부문                             | 결과 |
| ---- | -------------------------------------------------- | ------------------------------------- | ---- |
| 1983 | 《Tug of War》                                     | 올해의 음반                           | 후보 |
| 1983 | 〈Ebony and Ivory〉 (스티비 원더와 듀엣)           | 올해의 곡                             | 후보 |
| 1983 | 〈Ebony and Ivory〉 (스티비 원더와 듀엣)           | 올해의 음반                           | 후보 |
| 1983 | 〈Ebony and Ivory〉 (스티비 원더와 듀엣)           | 최우수 팝 보컬 퍼포먼스 – 듀오, 그룹  | 후보 |
| 1983 | 〈What's That You're Doing?〉 (스티비 원더와 듀엣) | 최우수 R&B 보컬 퍼포먼스 – 듀오, 그룹 | 후보 |

### 아메리칸 뮤직 어워드
| 연도 | 후보                                     | 수상 부문              | 결과 |
| ---- | ---------------------------------------- | ---------------------- | ---- |
| 1983 | 폴 매카트니 (가수)                       | 최우수 팝/록 남성 가수 | 후보 |
| 1983 | 〈Ebony and Ivory〉 (스티비 원더와 듀엣) | 최우수 팝/록 싱글      | 후보 |

### 브릿 어워드
| 연도 | 후보                 | 수상 부문               | 결과 |
| ---- | -------------------- | ----------------------- | ---- |
| 1983 | 폴 매카트니 (가수)   | 최우수 영국 남성 예술가 | 수상 |
| 1983 | 폴 매카트니 (가수)   | 소니 트로피 기술공로상  | 수상 |
| 1983 | 조지 마틴 (프로듀서) | 최우수 영국 프로듀서    | 후보 |

## 인증
| 국가                       | 인증     | 판매량/출하량 |
| -------------------------- | -------- | ------------- |
| 프랑스 (SNEP)              | 골드     | 289,800       |
| 일본 (오리콘 차트)         | —        | 237,000[C]    |
| 캐나다 (뮤직 캐나다)       | 골드     | 50,000        |
| 스페인 (PROMUSICAE)        | 골드     | 50,000^       |
| 영국 (BPI)                 | 골드     | 100,000^      |
| 미국 (RIAA)                | 플래티넘 | 1,000,000^    |
| ^출하량을 기반으로 한 인증 |          |               |

비고
- A^ In the United States, Tug of War also entered the R&B chart, peaking at No. 11 there.[26]
- B^ Until January 1987, Japanese albums chart had been separated into LP, CD, and cassette charts. Tug of War also entered the cassette chart, peaking at No. 12 and entering top 100 for 19 weeks.
- C^ Combined sales of LP, CD, and audio cassette.

## 차트
| 차트 (1982)                  | 순위 |
| ---------------------------- | ---- |
| 호주 켄트 뮤직 리포트        | 2    |
| 호주 음반 차트               | 2    |
| 벨기에 음반 차트             | 3    |
| 캐나다 RPM 음반 차트         | 1    |
| 네덜란드 메가 음반 차트      | 1    |
| 프랑스 SNEP 음반 차트        | 2    |
| 이탈리아 음반 차트           | 1    |
| 이스라엘 음반 차트           | 2    |
| 일본 오리콘 주간 LP 차트[B]  | 1    |
| 뉴질랜드 음반 차트           | 4    |
| 노르웨이 VG-lista 음반 차트  | 1    |
| 스페인 음반 차트             | 2    |
| 스웨덴 음반 차트             | 1    |
| 영국 음반 차트               | 1    |
| 미국 빌보드 200[A]           | 1    |
| 서독 미디어 컨트롤 음반 차트 | 1    |

| 차트 (1982)          | 위치 |
| -------------------- | ---- |
| 호주 음반 차트       | 7    |
| 오스트리아 음반 차트 | 7    |
| 캐나다 음반 차트     | 14   |
| 프랑스 음반 차트     | 12   |
| 이탈리아 음반 차트   | 13   |
| 일본 오리콘 차트     | 37   |
| 영국 음반 차트       | 16   |
| 미국 빌보드 팝 음반  | 28   |

정보
- A^ 미국에서, 《Tug of War》는 R&B 차트에도 진입했으며, 11위까지 올랐다.[26]
- B^ 1987년 1월까지, 일본 음반 차트는 LP, CD, 그리고 카세트 차트로 분산되어 있었다. 《Tug of War》는 카세트 차트에도 진입했고, 12까지 올랐으며 100위 안에서 19주 동안 머물렀다.
- C^ LP, CD, 그리고 오디오 카세트의 판매량을 묶은 것이다.